# Aguirre – Guds vrede
Aguirre – Guds vrede (tyska: Aguirre, der Zorn Gottes) är en västtysk film från 1972 med manus och regi av Werner Herzog och med Klaus Kinski i huvudrollen. Filmmusiken skrevs och framfördes av Popol Vuh, ett tyskt progressive rock/krautrockband som senare gjorde musik till flera av Herzogs filmer. Aguirre är en av regissörens mest kända filmer.  
Berättelsen följer Lope de Aguirre, som leder en grupp conquistadorer ned för floden Orinoco i Sydamerika för att söka efter det legendariska guldlandet Eldorado. Det minimalistiska förhållningssättet till berättelsen och dialogen skapar en känsla av vansinne och förstärker känslan av övermod i mötet med Amazonas överdådiga och oresonliga djungel. Filmen är  en fiktiv berättelse men löst baserad på den historiska personen Aguirre. Vissa personer och situationer kan ha inspirerats av Gaspar de Carvajals berättelse om en tidigare expedition i Amazonas, men Carvajal var inte med på resan som skildras i filmen.
Aguirre var det första av fem filmsamarbeten mellan Herzog och den labile Kinski. Herzog visste att Kinski skulle vara perfekt i rollen som den vansinnige Aguirre, men regissören och skådespelaren hade olika åsikter om
hur rollen skulle spelas och hamnade i ständiga konflikter under filminspelningen. Kinskis legendariska vredesutbrott skrämde filmteamet och lokalbefolkningen som hjälpte till vid inspelningen. Filminspelningen drabbades även av ovanliga svårigheter. Filmningen skedde i regnskogen i Peru på bifloderna till Amazonfloden i Ucayaliregionen under en slitsam femveckorsperiod. Skådespelarna och det övriga filmteamet klättrade i berg, trängde igenom tät vegetation för att öppna vägar till de olika inspelningsplatserna i djungeln och färdades på förrädiska floder på flottar som byggts av lokalbefolkningen.
Filmen fick genomgående bra kritik vid premiären och utvecklades snart till en internationell kultfilm. Flera kritiker har utnämnt filmen till ett mästerverk, och den har förekommit på Time Magazines lista över "De 100 bästa filmerna någonsin". Filmens estetik och berättarteknik kom att få stort inflytande på Francis Ford Coppolas film Apocalypse från 1979.

## Handling
År 1560 marscherar tusen spanska conquistadorer och ett stort antal indianer ned från Quito i Anderna till djungeln nedanför. Expeditionen, under ledning av Gonzalo Pizarro, spelad av Alejandro Repullés, har i uppdrag att hitta Eldorado. Männen i halvrustning drar kanoner på smala bergsstigar och genom fuktig och dyig djungel. Efter stora svårigheter beordrar Pizarro en liten expedition på fyrtio män att fortsätta framåt på en flotte nedför floden för att rekognosera. Om de inte lyckas återvänder till huvudgruppen inom två veckor kommer de att betraktas som försvunna. Pizarro utser Don Pedro de Ursúa, spelad av Ruy Guerra, till befäl för rekognoseringstruppen och Don Lope de Aguirre, spelad av Klaus Kinski, till vice befälhavare. Han åtföljs av sin unga dotter Florés, spelad av Cecilia Rivera i hennes enda filmroll.
En av de fyra flottarna fångas av en strömvirvel och de andra förmår inte ta sig fram till flotten förrän följande dag. Alla män ombord återfinns döda och två saknade. De förmodas ha dödats av ursprungsbefolkningen som gömmer sig i skogen. Ursúa kräver att männen ska föras tillbaka till lägret och ges en kristen begravningar. Med vetskap om att detta skulle sakta ned expeditionen beordrar Aguirre Perucho (spelad av Daniel Ades) att istället skjuta ett kanonskott så att flotten sprängs och kropparna kastas i floden.
Under natten driver de kvarvarande flottarna ned för floden på grund av det stigande vattnet. Samtidigt lider rekognoseringstruppen av den intensiva hettan. De fortfarande dolda angriparna attackerar dem rutinmässigt med pilar som skjuts inifrån djungeln. Maten börjar ta slut. Ursúa beslutar att uppdraget är hopplöst och beordrar reträtt till huvudgruppen. Den maktlystne Aguirre griper tillfället och leder ett uppror mot Ursúa – hetsar männen med berättelser om otaliga rikedomar som väntar dem. Ursúa blir skjuten men tas om hand av sin älskarinna Inez, spelad av Helena Rojo. Aguirre, osäker på soldaternas lojalitet, föreslår sarkastiskt den fete och late Don Fernando de Guzman, spelad av Peter Berling, som symbolisk ledare för expeditionen. Aguirre utropar Guzman till kung av Nya världen och "avsätter" Filip II. I en farsartad rättegång döms Ursúa till döden, men Guzman överraskar Aguirre genom att motsätta sig detta och istället benåda honom.
Aguirre är en skräckinjagande tyrann och få vågar protesterar mot hans ledarskap. De som klagar blir dödade och endast Inez har modet att säga emot. Aguirre som vet att några av soldaterna fortfarande är lojala mot Ursúa, väljer att ignorera henne. Expeditionen fortsätter på en enda nybyggd flotte. En par från ursprungsbefolkningen som fredligt närmar sig expeditionen i en kanot tillfångatas och när de verkar förvirrade inför bibeln låter prästen Gaspar de Carvajal, spelad av Del Negro, döda dem för blasfemi.
De Guzmán festar på de sinande förråden medan männen svälter. Expeditionens enda återstående häst knuffas av flotten för att den irriterar honom. Strax därefter hittas han strypt nära flottens uthus. Efter de Guzmáns död utropar Aguirre sig själv till ledare. Ursúa tas i land och hängs. Gruppen attackerar en by och flera soldater dödas med spjut och pilar. Den bestörta Inés flyr ut i djungeln och försvinner.
Aguirre är nu härskare över en grupp långsamt svältande, hallucinerande män. De finner ett segelfartyg som sitter fast i de höga träden. Aguirre beordrar att det ska tas ned och renoveras, men broder Carvajal vägrar. I en serie pilbågsattacker av osynliga angripare dödas de återstående på flotten, inklusive Aguirres dotter. Som enda överlevande driver Aguirre långsamt nedför floden på flotten som nu översållas av apor. Aguirre predikar för dem att: "Jag, Guds vrede, ska gifta mig med min dotter, och tillsammans med henne grunda den renaste dynasti som världen någonsin skådat. Tillsammans ska vi härska över hela kontinenten. Vi ska bestå. Jag är Guds vrede!... Vem är med mig?" Den sista filmsekvensen föreställer honom när han väntar på apornas svar.

## Produktion

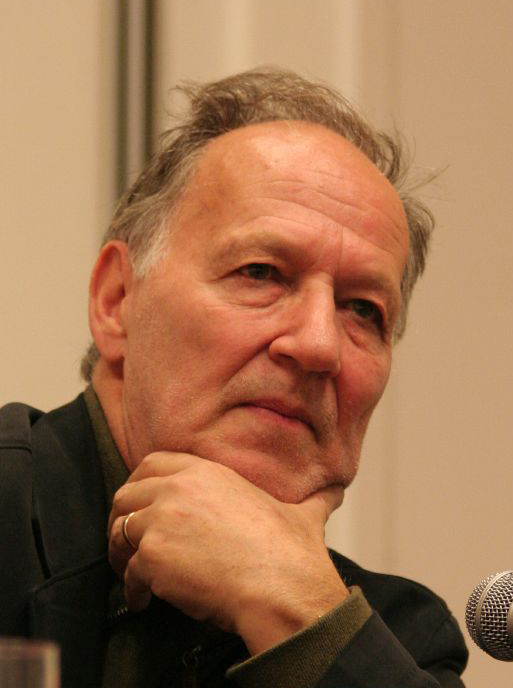
Werner Herzog skrev manus och regisserade.

Idén till filmen fick Herzog när en vän han lånade honom en bok om historiska äventyrare. Efter bara en halv sida om Lope de Aguirre fick han inspiration att skriva berättelsen. Han hittade på det mesta, men utgick ifrån vissa historiska detaljer och personer.

### Manus
Herzog skrev frenetiskt på manuset och fullbordade det på endast två och en halv dag. En stor del av manuset skrevs under en lång bussresa med Herzogs fotbollslag. Under bussresan söp lagkamraterna efter att ha vunnit en match och någon kräktes över flera sidor av manuset, som han därför kastade ut genom fönstret. Herzog har senare sagt att han inte kan minnas vad han skrev på dessa sidor.
Filmen följde manuset som det var skrivet, med några smärre skillnader. I en tidig scen där Pizarro instruerar Ursúa att leda rekognoseringstruppen nedför floden, står det i manuset att Pizarro påpekar för Ursúa att de kanske kan upptäcka vad som hände med Francisco de Orellanas expedition, som hade försvunnit spårlöst några år tidigare. Senare i manuset hittar Aguirre och hans män en båt och resterna av Orellanas sedan länge döda soldater. Längre ner på floden upptäcker de ytterligare ett skepp som sitter fast trädtopparna. I manuset utforskas båten men de hittar inga tecken på Orellana eller hans män. Herzog tog till slut bort alla referenser till Orellanas expedition. Sekvensen med båten i träden finns kvar, men filmad så att den upplevs som en hallucination.
Slutet på filmen ändrades betydligt från det ursprungliga manuset. Regissören har berättat att "...slutet av filmen var helt annorlunda. Slutet var faktiskt att flotten for ut på öppna havet men sveptes tillbaka inåt land, för i många kilometer har man en motström, Amazonfloden går faktiskt bakåt. Och [flotten] kastades av och an. Och en papegoja skulle skrika 'Eldorado, Eldorado'"

### Herzog och Kinski

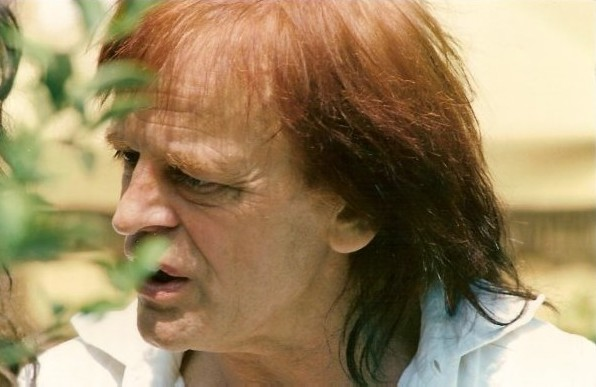
Klaus Kinski spelade huvudrollen i filmen.

Herzogs förstahandsval för rollen som Aguirre var skådespelaren Klaus Kinski. De hade träffats flera år tidigare när den då kämpande unge skådespelaren hyrde ett rum i Herzogs familjs lägenhet. Hans ofta skrämmande och förryckta påhitt under de tre månader då han bodde där gjorde ett bestående intryck på regissören. Herzog mindes den labile skådespelaren och visste att han var den enda möjliga personen som kunde spela den galne Aguirre, och han skickade en kopia av manuset till Kinski. "Mellan tre och fyra på morgonen ringde telefonen," mindes Herzog. "Det tog mig minst några minuter innan jag insåg att det var Kinski som oartikulerat bara skrek. Först efter en timme gick det upp för mig att han tyckte att det var ett mycket fascinerande manus och att han ville vara Aguirre."
Redan från start av inspelningen grälade Herzog och Kinski om det rätta sättet att framställa Aguirre. Kinski ville spela en "vild, skränande galning", men Herzog ville ha något "lugnare, mer hotfullt". För att få vad han eftersökte gjorde Herzog medvetet Kinski rasande inför varje tagning. Efter att ha väntat på att den hetlevrade skådespelarens utbrott skulle "brinna ut", lät Herzog sedan kameran rulla.
Vid ett tillfälle blev Kinski irriterad på oväsendet från en hydda där skådespelare och filmarbetare spelade kort och avlossade tre skott mot den, och sköt av översta leden på en statists finger. Senare började Kinski lämna inspelningsplatsen och gick ut i djungeln, på grund av att Herzog vägrade avskeda en ljudtekniker. Han ändrade sig först efter att Herzog hotat att skjuta både Kinski och sig själv. Den senare incidenten har givit upphov till legenden att Herzog tvingade Kinski att agera under vapenhot. Herzog har dock upprepade gånger dementerat detta påstående och förklarat att han endast hotade Kinski verbalt i stundens hetta, i ett desperat försök att hindra honom från att lämna filminspelningen. Den kända incidenten parodieras i Incident at Loch Ness, som Herzog var medförfattare till.

### Inspelningen
Filmen kostade 370 000 USD, varav en tredjedel gick till Kinskis lön. Den filmades i Perus regnskog på Amazonflodens bifloder i  Uyacaliregionen. Aguirre filmades under fem veckor efter nio månaders planering. Den spelades in i kronologisk ordning, eftersom Herzog ansåg att filmteamets färd på floden direkt avspeglade utforskarnas resa i berättelsen. Regissören, hans skådespelare och filmarbetare flöt på flottar ned för floderna Huallaga och Nanay genom Urubambadalen.
Alla dialog i filmen var på engelska. Filmteamets medlemmar kom från sexton olika länder, och engelska var det enda gemensamma språket ibland dem. Dessutom ansåg Herzog att det skulle förbättra Aguirres möjligheter att få internationell distribution om filmen spelades in på engelska. Men budgeten för eftersynkroniseringen av ljudet var mycket liten och resultatet blev dåligt. Detta resulterade i att det engelskspråkiga ljudspåret ersattes av en tyskspråkig version med högre kvalitet, som dubbades efter att filminspelningen var avslutad. Herzog hävdar att Kinski krävde för mycket pengar för att dubba varför hans repliker framfördes av en annan skådespelare.
Den låga budgeten omöjliggjorde även användning av stuntmän eller avancerade specialeffekter. Filmteamet klättrade i berg, hackade sig fram genom tät djungel och färdades på våldsamma strömmar på flottar som byggts av lokalbefolkningen. Vid ett tillfälle fick en storm en flod att svämma över och begrava alla scenbyggen under lager av vatten och förstöra alla flottar som byggts för filmen. Detta införlivades sedan i filmen, genom en filmsekvens med översvämning och byggen av nya flottar.
Kamera som användes för att spela in filmen hade Herzog stulit från Münchens filmskola. Åratal senare berättade han:
Det var en mycket enkel 35 mm-kamera, en som jag använde till flera andra filmer, så jag ser det inte som en stöld. För mig var det verkligen en nödvändighet. Jag ville göra filmer och behövde en kamera. Jag hade någon sorts naturrätt till detta redskap. Om du behöver luft att andas, och du är instängd i ett rum, måste du ta ett stämjärn och en hammare och slå ned en vägg. Det är din absoluta rättighet.
För aporna i slutscenen betalade Herzog lokalbefolkningen för att fånga in 400 apor. Han betalade dem hälften i förskott och skulle betala andra hälften efter leverans. De som fångade aporna sålde dem istället till någon USA, och Herzog kom till flygplatsen just som aporna packades för att skeppas ut ur landet. Han låtsades vara veterinär och hävdade att aporna behövde vaccineras innan de lämnade landet. Skötarna packade upp aporna och Herzog placerade dem i sin jeep och körde iväg, använde dem i filmscenen och släppte sedan ut dem i djungeln.

## Rollista
| Skådespelare       | Roll                       |
| ------------------ | -------------------------- |
| Klaus Kinski       | Lope de Aguirre            |
| Helena Rojo        | Inez de Atienza            |
| Ruy Guerra         | Don Pedro de Ursúa         |
| Del Negro          | Brother Gaspar de Carvajal |
| Peter Berling      | Don Fernando de Guzman     |
| Cecilia Rivera     | Florés de Aguirre          |
| Daniel Ades        | Perucho                    |
| Edward Roland      | Okello                     |
| Armando Polanah    | Armando                    |
| Alejandro Repullés | Gonzalo Pizarro            |
| Justo González     | González                   |

## Mottagande
Filmen producerades delvis av den tyska TV-stationen Hessischer Rundfunk, som visade den på TV samma dag som den hade premiär i tyska biografer. Herzog har angett detta som orsak till filmens relativt ringa kommersiella framgång i Tyskland.
Aguirre fick biopremiär i USA 1977 av New Yorker Films efter att den redan hade varit en "enorm kultfavorit" på "sådana ställen som Mexiko, Venezuela, Alger och Paris." Den blev omedelbart en kultfilm i USA, och New Yorker Films rapporterade fyra år efter premiären att den var den enda filmen i deras katalog som aldrig föll ur distribution.
Filmen mottog mestadels positiv kritik när den släpptes. Vincent Canby i The New York Times skrev att "Herzog betraktar alla skeenden med fixerad avskildhet. Han förblir lugn. Han tar ingens parti. Han kan till och med vara något road. I huvudsak är han en poet som ständigt överraskar oss med oväntade sammanställningar...Detta är ett lysande och oförglömligt verk." I Time tyckte Richard Schickel att "[Herzog] gör publiken äran att låta den upptäcka blindheterna och besattheterna, de sobra vansinnen han lugnt lägger ut på filmduken", att filmen var "välspelad, mest nämnvärt av Klaus Kinski i titelrollen, utmärkt fotograferad av Thomas Mauch" och "gör övertygande anspråk på storhet." Time Outs Tony Rayns noterade, "...varje scen och varje detalj är raffinerad ned till sina utmärkande drag. På denna nivå föregriper filmen effektivt analys genom att analysera sig själv medan den fortgår, och tillåter ingen tvetydighet. Men på samma gång har Herzogs talang för laddade explosiva bilder aldrig haft friare tyglar, och filmen är rik på oneiriska tillfällen." 
Filmens rykte har fortsatt att växa genom åren. J. Hoberman har skrivit att Aguirre "inte bara är en mycket bra film utan en nödvändig film...Herzogs tredje långfilm...är både en filmisk milstolpe och en storartad social metafor." James Monacos The Movie Guide beskrev filmen som "A överdådig, skrämmande utforskning av mänsklig besatthet som störtar ned i vansinne...en svindlande upplevelse som attackerar sinnena." Danny Peary skrev "Att se Aguirre för första gången är att upptäcka ett genuint mästerverk. Den är överväldigande, trollbindande; först drömlik och sedan hallucinatorisk." Roger Ebert har fört den till sin lista över "Great Movies", och i en enkät med kritiker och filmskapare 2002 i Sight & Sound om de bästa filmer som någonsin gjorts listade Ebert den i sin tio-i-topp-lista.
Aguirre togs med i Time Magazine's "All Time 100 Best Films", sammanställda av Richard Schickel och Richard Corliss.
Aguirre har belönats med flera prestigefyllda filmpriser. År 1973 belönades den med Deutscher Filmpreis (tyska filmpriset) för Thomas Mauchs foto.  År 1976 framröstades den till "bästa utländska film" av Le Syndicat Français de la Critique de Cinéma (SFCC).
År 1977 gav National Society of Film Critics i USA priset för "Best Cinematography". Den var nominerad till en César du cinéma för "bästa utländska film" 1976.

## Filmmusik
Filmmusiken i Aguirre framfördes av Popol Vuh, ett tyskt progrockband som bildades 1970 av keyboardisten Florian Fricke, som hade känt Herzog i flera år innan bandet bildades. Bandet genomgick många medlemsbyten under sin existens (1970-2001), med bandledaren Fricke och Daniel Fichelscher som enda genomgående medlemmar. Vid tiden för Aguirre bestod bandet av Fricke (piano, mellotron), Fichelscher (elgitarr, akustisk gitarr, trummor), Djong Yun (sång) och Robert Eliscu (oboe, panflöjt).
Popol Vuhs "hypnotiska musik" till Aguirre blev väl emottagen. Roger Ebert skrev att "musiken sätter tonen. Den är oförglömlig, ecklesiastisk, mänsklig och samtidigt någonting annat...Musiken är fundamental för Aguirre, Guds vrede… All Music Guide noterade att "filmens centrala motiv blandar pulserande Moog och spöklika röster frambesvärjda från Florian Frickes mellotron-besläktade "körorgel" för att åstadkomma något sublimt, i ordets sannaste betydelse: det är svårt att inte uppleva musikens vördnadsväckande, överväldigande skönhet som samtidigt oroväckande. Kraften i den legendariska öppningsscenen...beror lika mycket på Popol Vuhs musik som på regissörens mise-en-scène.”
Herzog förklarade hur det kör-liknande ljudet skapades. "Vi använde ett märkligt instrument, som vi kallade en 'kör-orgel.' Den har inuti tre dussin olika band som löper parallellt med varandra i loopar. ... Alla dessa band rullar på samma gång, och det finns en klaviatur där man kan spela dem som en orgel så att det låter precis som en mänsklig kör men samtidigt mycket konstgjort och verkligen ganska spöklikt."
År 1975 släppte Popol Vuh ett musikalbum med titeln Aguirre.  Fastän det förefaller vara ett soundtrackalbum till Herzogs film innehåller LP:n med sex låtar bara två ("Aguirre I (L'Acrime Di Rei)" och "Aguirre II") som är hämtade från Aguirre, Guds vrede.  De fyra återstående låtarna härrör från olika inspelningar som gruppen gjorde cirka  1972 - 1974.
Aguirre var den första av många samarbeten mellan bandet och regissören. Popol Vuh tillhandahöll musiken till Herzogs Die Große Ekstase des Bildschnitzers Steiner (1974) , Hjärta av glas (1976), Nosferatu - nattens vampyr (1979), Fitzcarraldo (1982), Gasherbrum - Der leuchtende Berg (1985), Cobra Verde (1987), och Min bästa ovän (1999).  Fricke dog  2001, och Herzogs Wheel of Time (2003) innehöll en tidigare outgiven låt av Popol Vuh.

## Arv
Francis Ford Coppolas film Apocalypse Now från 1979, som baserades på Joseph Conrads roman Mörkrets hjärta från 1902, var också influerad av Aguirre, och innehåller flera medvetna "citat" från Herzogs film. En koppling är att Aguirre hade taglinen A breathtaking journey into the heart of darkness där "Heart of Darkness" är den engelsk originaltiteln på kortromanen Mörkrets hjärta. Coppola själv har sagt att "Aguirre, med dess otroliga bildspråk, var en mycket stark influens. Jag skulle vara försumlig om jag inte nämnde det."
Flera kritiker har påpekat att Aguirre tyckts ha haft stort inflytande på flera andra filmer. Martin Rubin har skrivit att “bland de filmer som är starkt influerade av Aguirre finns Coppolas Apocalypse och Terrence Malicks The New World (2005).” och kritikern James Hoberman instämde. På Channel 4 sas det att “Detta är ett förbluffande, förrädiskt enkelt epos i fickformat vars inflytande, både vad gäller stil och berättelse, märks i så olika filmer som Apocalypse Now, The Mission, Rovdjuret och The Blair Witch Project."

## Historisk korrekthet
Detaljer i berättelsen och många av personerna i Aguirre är påhittade av Herzog, men historiker har påpekat att filmen korrekt införlivar vissa händelser och historiska personer från 1500-talet i en fiktiv berättelse. 
Filmens huvudpersoner, Aguirre, Ursúa, Guzman, Inez och Florés ingick faktiskt i en expedition 1560 som lämnade Peru för att hitta Eldorado. På uppdrag av Perus guvernör organiserade Ursúa en expedition på trehundra man för att färdas på Amazonfloden. Han åtföljdes av sin älskarinna, mestisen Dona Inez. Vid ett tillfälle under resan beslöt Aguirre att han kundesin män till att störta det spanska styret i Peru. Aguirre lät mörda Ursúa och utropade Guzman till "Furste av Peru". Guzman själv blev så småningom mördad när han ifrågasatte Aguirres plan att segla till Atlanten, erövra Panama, korsa Panamanäset och invadera Peru. Många andra som försökte göra uppror mot Aguirre blev också dödade. De överlevande soldaterna erövrade Isla Margarita utanför Venezuelas kust och gjorde förberedelser för att attackera fastlandet. Då hade dock de spanska myndigheterna hört talas om Aguirres planer, och när rebellerna anlände till Venezuela erbjöd regeringsagenter fullständig benådning till Aguirres män. Alla gick med på överenskommelsen. Precis innan han arresterades mördade Aguirre sin dotter Florés, som hade varit kvar vid hans sida under hela resan. Sedan tillfångatogs han och styckades.
I manuset smälte Herzog samman expeditionen 1560 med händelser från en tidigare resa i Amazonas år 1541–1542. Liksom Ursúa sökte Gonzalo Pizarro och hans män efter Eldorado i Amazonbäckenet. Flera olyckor drabbade expeditionen och Pizarro, som var säker på att Eldorado låg nära, beordrade en mindre grupp ledd av Francisco de Orellana att fortsätta framåt och sedan återvända med nyheter om vad de hittat. Denna grupp använde en brigantin för att färdas ned för floden. Med på resan följde Gaspar de Carvajal som förde dagbok över gruppens erfarenheter. Efter att ha misslyckats med att hitta Eldorado kunde Orellana inte återvända på grund av strömmen, och han och hans män fortsatte istället att följa floden tills han nådde Amazonflodens estuarium 1542.
Kinskis galna uppträdande hade likheter med den verklige Aguirre. Aguirre var en "sann mordisk megaloman", och många av hans soldatkollegor ansåg att hans handlingar var galna. Kinski spelar Aguirre som halt, vilket avspeglar en hälta som Aguirre verkligen hade till följd av en krigsskada. Aguirres korta men passionerade tal, som ofta återkommer i filmen, baseras på de historiska personen omvittnade "enkla men effektiva retoriska förmåga."